# سرخه‌گاو (هریس)
سرخه‌گاو یکی از روستاهای استان آذربایجان شرقی است که در دهستان مواضع‌خان شمالی بخش خواجه شهرستان هریس واقع شده‌است.
تلفظ و گویش اصلی سرخه گاو سرخه گو میباشد ، بهار زیبایی خاصی دارد ، هوای تمیزی دارد ،